# Gancyklowir
Gancyklowir (łac. Ganciclovir) – lek wirostatyczny, pochodna acyklowiru. Zaburza replikację DNA wirusów. Wrażliwość na jego działanie wykazuje między innymi wirus różyczki i cytomegalowirus.

## Farmakokinetyka
Lek słabo wchłania się z przewodu pokarmowego. Maksymalne stężenie w osoczu krwi osiąga po około 1 godzinie. W 1–2% wiąże się z białkami osocza. Biologiczny okres półtrwania wynosi od 2,5 do 5 godzin.

## Wskazania
- infekcje grożące utratą wzroku
- infekcje wirusem cytomegalii

## Przeciwwskazania
- nadwrażliwość na lek
- neutropenia
- małopłytkowość
- niewydolność nerek

## Działania niepożądane
- uszkodzenie szpiku
- spadek liczby płytek krwi
- niedokrwistość
- gorączka
- brak apetytu
- bóle brzucha
- nudności
- wymioty
- biegunka
- bóle i zawroty głowy
- zaburzenia czynności wątroby
- depresja
- niepokój
- bezsenność
- zaburzenia widzenia
- wypadanie włosów
- krwiomocz
- zaburzenia rytmu serca

## Dawkowanie
Lek podaje się we wlewie dożylnym. Dawkę ustala lekarz. Zwykle w początkowym okresie leczenia jest to 5 mg na kilogram masy ciała co 12 godzin, a po 14–21 dniach ta sama dawka raz na dobę przez 7 dni w tygodniu lub 6 mg na kilogram masy ciała raz na dobę przez 5 dni w tygodniu.

## Ostrzeżenia
Leku nie należy stosować u kobiet karmiących piersią. W czasie kuracji oraz do trzech miesięcy po jej zakończeniu kobiety i mężczyźni w wieku rozrodczym powinni stosować skuteczną antykoncepcję. W trakcie leczenia nie należy prowadzić pojazdów mechanicznych ani obsługiwać maszyn. W czasie przyjmowania gancyklowiru należy kontrolować morfologię krwi obwodowej.

## Preparaty
- Cymevene – proszek do sporządzania roztworu do wlewu dożylnego 0,5 g